# Haute-Savoie
Haute-Savoie là một tỉnh của Pháp, thuộc vùng hành chính Auvergne-Rhône-Alpes, tỉnh lỵ Annecy, bao gồm 4 Quận với các Quận lỵ còn lại là: Bonneville, Saint-Julien-en-Genevois, Thonon-les-Bains.